# Normas para proceder no discernimento de presumidos fenômenos sobrenaturais
Normas para proceder no discernimento de presumidos fenômenos sobrenaturais é um documento de caráter normativo expedido pela Congregação para a Doutrina da Fé, estabelecendo diretivas para o reconhecimento, pela hierarquia eclesial, de manifestações sobrenaturais, tais como alegados milagres, aparições marianas, imagens que choram e estigmas. Primeiro publicado em 1978 sob a égide do Papa Paulo VI. A última revisão foi promulgada em 17 de maio de 2024, a nova diretiva estabelece que a Igreja, como regra, não se pronunciará quanto à sobrenaturalidade dos fenômenos postos à sua chancela, salvo, em raros casos, após promulgação pelo Papa.
A nova normativa, ainda mais profundamente que a anterior, põe grande ênfase na presença dos "frutos espirituais" de conversão associados ao fenômeno, elevando-os a critério primeiro em seu discernimento. A atribuição para análise do caso passa a ser dos prelados conjuntamente com o Vaticano, os quais podem deliberar pela autorização formal do culto, aprovação com gradações de reservas e a proibição completa, a depender de análise criteriosa que inclui o crivo de uma comissão formada de um canonista, um teólogo e um médico psiquiatra. Tais gradações de reconhecimento encontram-se agrupadas em seis categorias: "Nihil obstat", em que o culto nos locais da manifestação dita sobrenatural é reconhecido e incentivado; "Prae oculis habeatur", caso o fenômeno traga confusão e riscos; "Curatur", na presença de elementos críticos significativos; "Sub mandato", quando haja dúvidas quanto à conduta moral dos videntes; "Prohibetur et obstruatur", ante a presença de graves riscos à fé e "Declaratio de non supernaturalitate", pela qual os bispos declaram que o fato não dá mostras de sobrenaturalidade.